# Реликтовый дровосек
Рели́ктовый дровосе́к, или рели́ктовый уса́ч, или уссури́йский рели́ктовый уса́ч, или уссури́йский рели́ктовый дровосе́к (лат. Callipogon relictus) — вид жуков подсемейства прионин (Prioninae) из семейства усачей (Cerambycidae). На территории России реликтовый дровосек — самый крупный представитель отряда жесткокрылых, достигающий длины до 110 мм. Занесён в Красную книгу России (категория II — сокращающийся в численности вид). Основными причинами сокращения популяции жука являются массовые вырубки леса, санитарная «чистка» лесных угодий, неконтролируемый сбор коллекционерами и случайными лицами.
Жуки населяют смешанные и широколиственные леса. Личинки развиваются в древесине усыхающих лиственных деревьев на протяжении от 4 до 6 лет, при этом одно и то же дерево может заселяться личинками несколько раз в год. Личинки заносят в древесину споры грибка Pleurotus citrinopileatus, который способствует её разложению. Параллельно с личинками реликтового дровосека, в одном дереве могут развиваться личинки иных видов жуков-усачей — небесного усача (в клёне), Leptura thoracica, Rhabdoclytus acutivittis (в клёне), Anoplodera cyanea и ряда других.
Энтомолог О. И. Ион в 1911—1913 гг. написал сатирическое стихотворение «Назойливое насекомое», посвященное Семёнову-Тян-Шанскому и открытому им усачу Callipogon relictus. Реликтовый дровосек изображён также на значке Уссурийского заповедника.

## Систематика
Является реликтом третичного периода и единственным представителем тропического рода Callipogon в фауне Старого Света — остальные его представители обитают в Центральной и Южной Америке.
В особый подрод Eoxenus вид был выделен в 1898 году русским энтомологом Андреем Петровичем Семёновым-Тян-Шанским на основании ряда характеристик, отличающих данный вид от других представителей рода. Так, реликтовый дровосек выделяется следующими признаками:
- удлинённой задней частью тела, из-за чего его усики кажутся короче, чем у других видов рода;
- верхние челюсти менее длинные и практически лишены волоскового покрова;
- края переднегруди несут на себе шипы, а не зазубрины;
- глаза более сближены на темени.

По мнению профессора Николая Плавильщикова эти признаки свидетельствуют о том, что данный вид в своём эволюционном развитии ушёл несколько дальше, чем тропические представители рода, распространённые в Америке.

## Ареал
Первоначально был описан из Южного Приморья России.  На территории России реликтовый дровосек обитает в Амурской области, где проходит северо-западная граница его ареала. Здесь он известен на юге и юго-востоке от города Райчихинска, а также по немногим находкам в Архаринском, Мазановском и Селемджинском районах. Также вид был обнаружен в Хинганском и Норском заповедниках. В состав ареала входит юг Хабаровского края — на севере до Хабаровска, в Еврейской автономной области и Приморский край.
Самая северная находка реликтового дровосека произошла в районе посёлка Экимчан Амурской области. Вне России вид встречается в неморальных лесах Северо-Восточного Китая, КНДР и Южной Корее.

## Описание

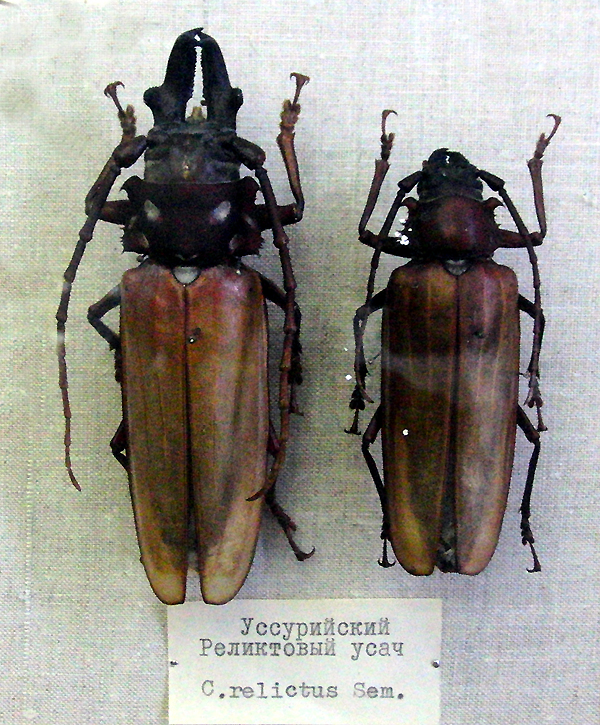
Самец и самка

Самки достигают в длину 58—90 мм, самцы — 60—110 мм. Тело имаго чёрное или смоляно-чёрное, надкрылья буровато-каштановые, ноги — чёрные, иногда с каштановым оттенком, на переднеспинке есть две пары светлых волосяных пятен. У некоторых самцов имаго изменчивы размеры и скульптура челюстей, изменчива также и скульптура усиков — от более резкой до более или менее сглаженной. Личинки белого цвета, их жвалы чёрные; в передней половине переднеспинки располагается поперечная рыжая полоска, которая может иметь четыре узкие выемки.

### Имаго
Глаза жуков в мелкой и резкой фасетке и имеют широкую выемку.

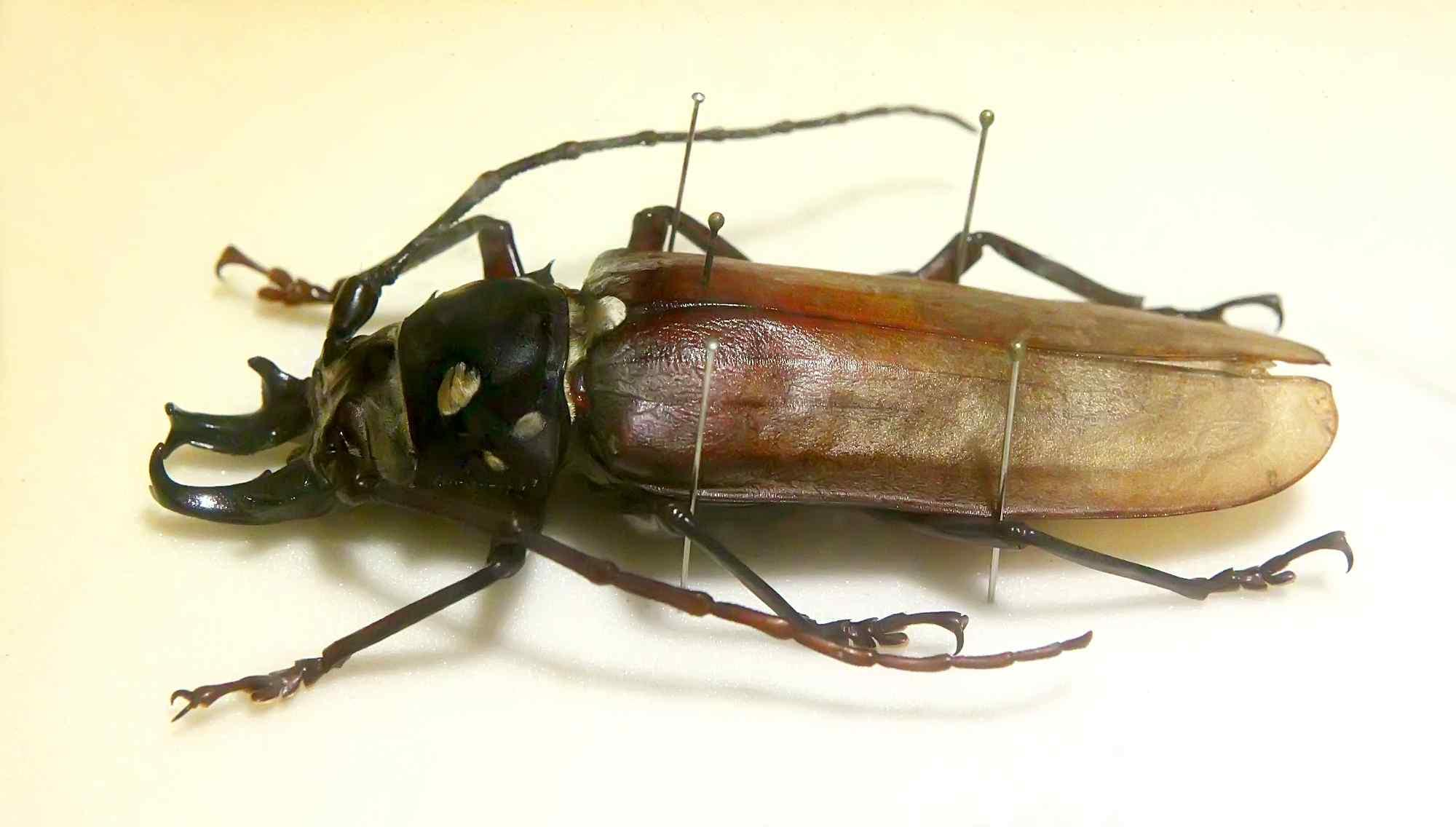
Самец. Вид сбоку

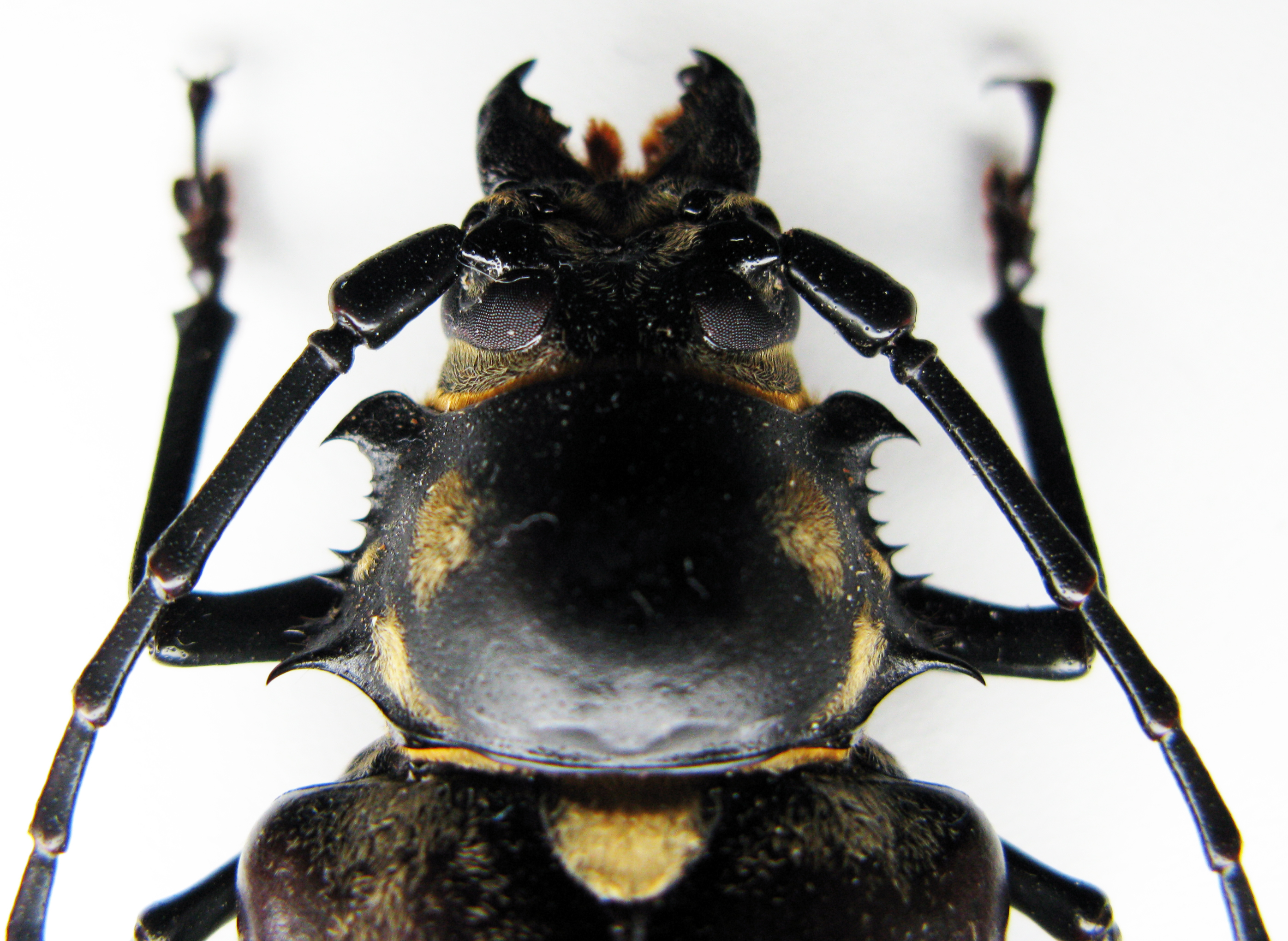
Голова и переднеспинка самки крупным планом. Хорошо заметны характерные небольшие «войлочные» пятна желтого цвета

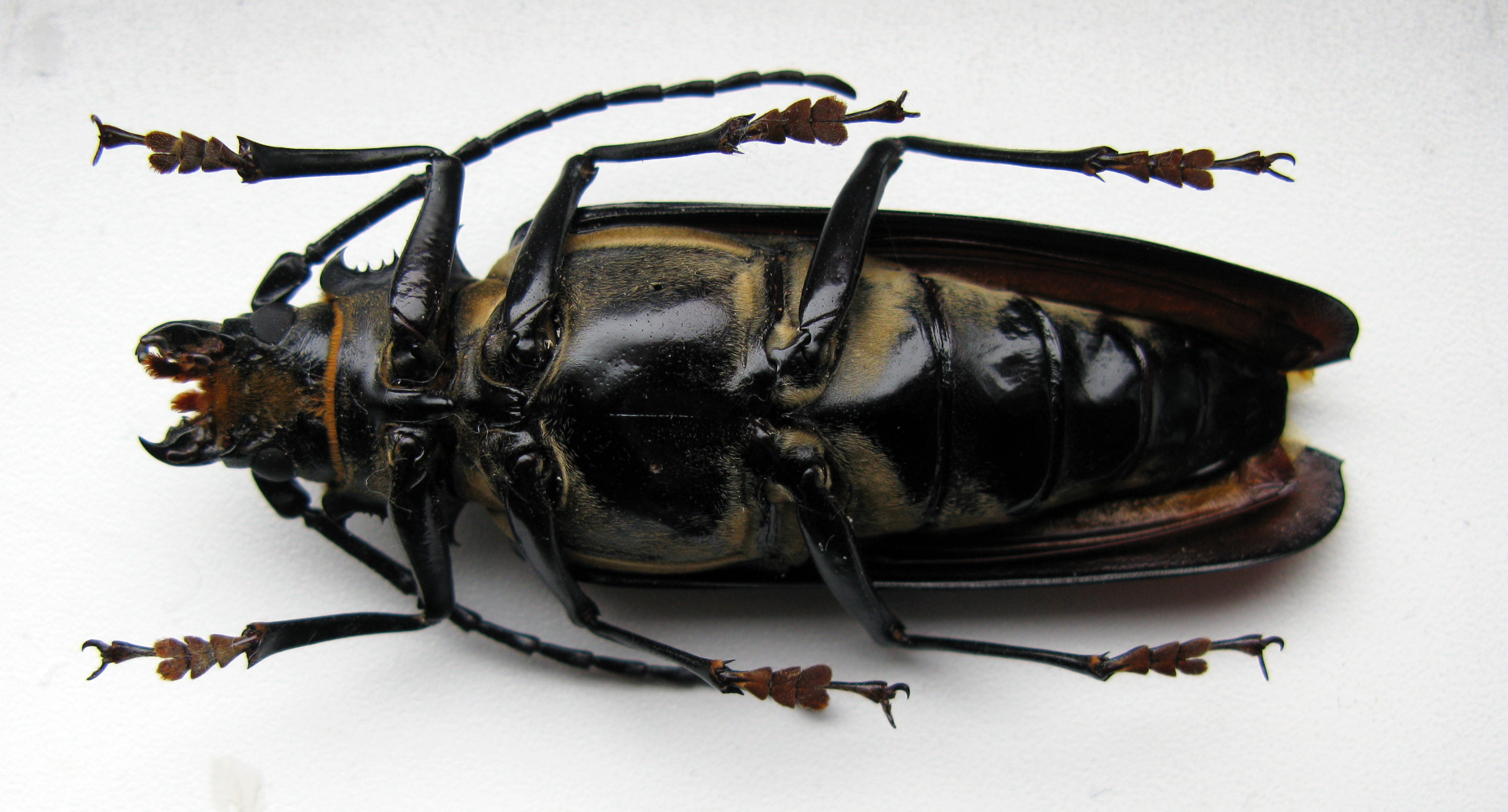
Нижняя сторона тела

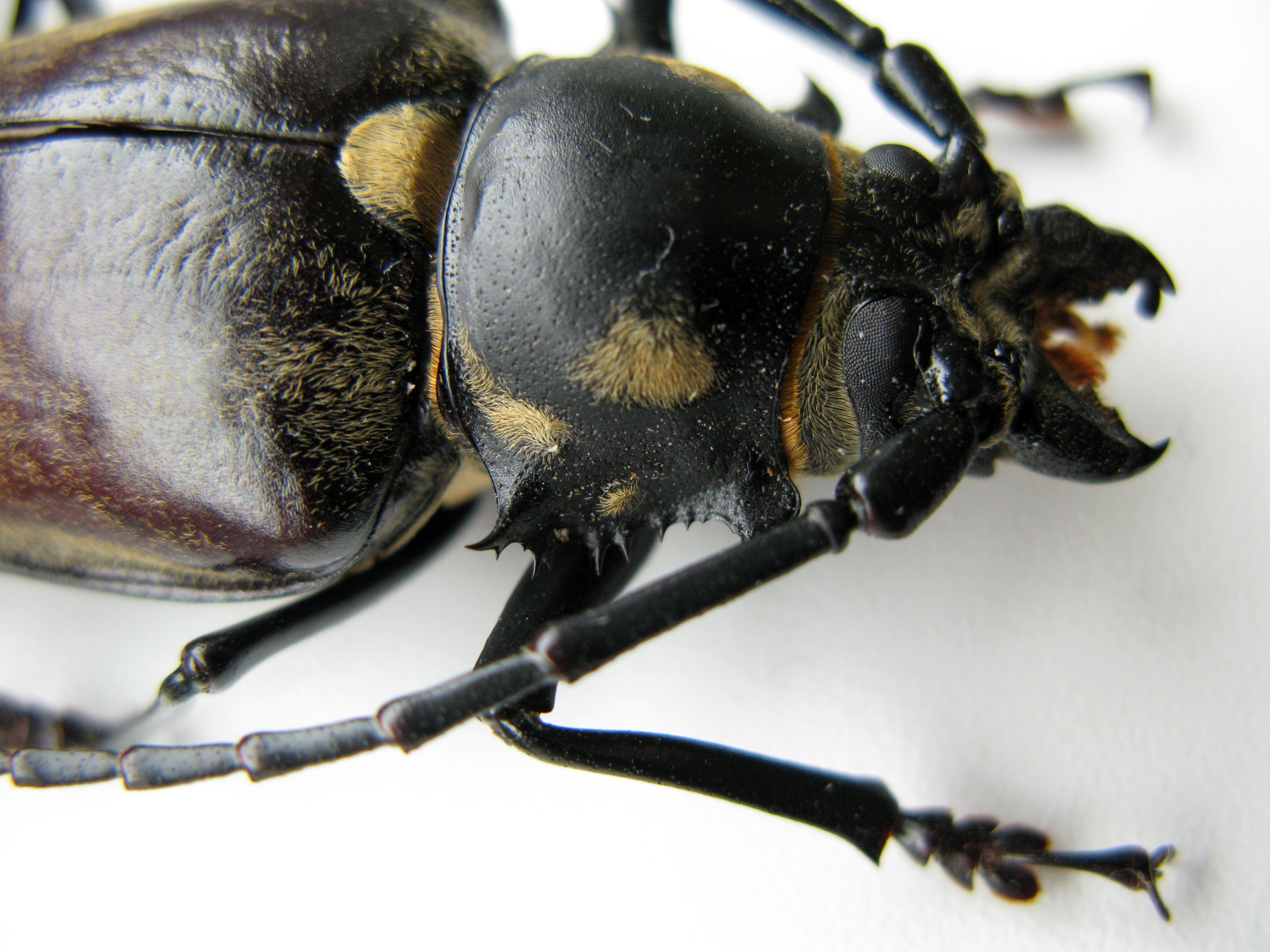

Усики довольно длинные. У самцов усики иногда чуть заходят в последнюю треть тела, у самок немного заходят за середину надкрылий. И у самок, и у самцов первый членик усиков короткий и сильно утолщённый, второй резко поперечный, третий очень длинный. Третий членик у самок гораздо длиннее четвёртого и пятого членика вместе взятых, а у самца третий членик чуть длиннее суммарной длины четвёртого и пятого членика. Четвёртый членик слегка длиннее пятого или равен ему. 11-й членик длиннее первого. У самок усики в отдельных точках, у самцов с третьего по пятый членики целиком с точками, первая половина шестого членика имеет очень грубую, поперечную, остро шероховатую и морщинистую скульптуру, с третьего по десятый членики снизу в шипиках.
У самцов мандибулы очень большие, на конце раздвоенные (двувершинные), длиннее головы жука, на конце двухзубчатые, первая половина с огромным зубцом, отходящим от бокового края челюсти, по направлению вперёд от бокового зубца, который крупно и неправильно иззубрен, верхняя сторона челюстей покрыта грубой, морщинистой пунктировкой, нижняя сторона и вершинные зубцы с отдельными точками; у самок же мандибулы намного короче головы. У самцов нижние челюсти и нижняя губа покрыты густым косматым оранжевом войлоком. Темя и затылок в очень маленькой скульптуре; темя и затылок нежно и коротко волосистые.
Переднеспинка сильно поперечная, выпуклая, слегка сужена; у самцов боковые края диска переднеспинки в отдельных узких зубцах или почти шипах, передние углы широко и плоско вытянуты вперёд, задние углы тупые; на диске очень мелко и очень густо пунктирована, матовая, с косым длинным и узким вдавлением на боковом краю, с округло-продолговатым, косо направленным вперёд и наружу вдавлением в передней половине диска, с продолговатым вдавлением около заднего угла и узким поперечным вдавлением на основании; шесть больших вдавлений густо покрыты желтоватым войлоком, на основании, против щитка, имеются два небольших войлочных пятнышка; у самок переднеспинка менее широкая, с более длинными и острыми, чем у самцов, и загнутыми назад на передних углах шипами, задний угол переднеспинки несёт длинный кривой шип; диск переднеспинки едва блестящий, усеян крошечными бугорками и отдельными точками.
Щиток густо покрыт желтоватыми волосками, на вершине широкозакруглённый. Надкрылья очень длинные, в первой половине почти параллельные, во второй половине немного суженые, на вершине округлены, наружный угол закруглён, шовный угол втянут в зубчик или шипик; вдоль щитка в более редких, вдоль эпиплевр в густых и правильных поперечных складках; у самок надкрылья в очень маленьких точках, у самцов — в редких, очень маленьких точках и нежных игольчатых поперечных штрихах; надкрылья самца более блестящие, чем у самки; покрыты короткими и очень мелкими волосками, которые можно легко стереть и, если смотреть невооружённым глазом, эти волоски кажутся пыльцой. Надкрылья сильно вытянутые. Голова направлена вперёд. У самцов грудь в мельчайшей и густой морщинистой пунктировке, матовая, у самок в отдельных точках.

### Личинка
Тело личинки массивное, желтовато-белого цвета и покрыто редкими, тонкими желтоватыми волосками. Голова сильно втянута в переднегрудь; эпистома хорошо отграничена. Есть простые глазки́. Лобные швы явственные, продольный шов резко выраженный. Гипостома состоит из двух продольных склеритов, которые широко раздвинуты выдающейся вперёд гулярной пластинкой. Наличник небольшого размера, поперечный, беловатого цвета. Верхняя губа в основании буроватая, выпуклая — на переднем крае широко закруглённая, покрытая короткими рыжеватыми щетинками. Жвалы массивные, к вершине полого скошенные, на конце приострённые.
Переднеспинка сильно покрывает голову. К основанию переднеспинка расширенная, её передняя половина в коротких щетинковидных волосках, образующих поперечную полоску. Щит переднеспинки спереди гладок, сзади густо покрыт морщинками. Спинных мозолей с двумя поперечными складками семь; мозоли почти гладкие, возле складок имеют параллельные морщинки. Грудные ноги короткие, небольшие, с длинным коготком, в толстых шиповидных щетинках.
Брюшко вытянутое, на вершине узкозакруглённое, в редких щетинковидных волосках. Брюшные мозоли с одной поперечной складкой.

### Яйцо
Яйцо длиной от 6 до 7 мм. Овальное, оттянутой формы, к полюсам суженное, на концах венчиковидно-оттянутое; в начале яйцо розоватое, затем темнеет и становится чёрным. Хорион яйца в глубоких, чуть гранёных густых ячейках. Промежутки между ячейками по углам шиповато-оттянутые, довольно толстые, но промежутки значительно меньше самих ячеек.

### Куколка
Тело куколки коренастое; голова слабоподогнутая; усики прижаты к бокам, вершиной пригнуты к вентральной стороне; лоб между усиками слегка вдавлен.
Переднеспинка поперечная, на боках распластанная, посередине имеется продольная узкая бороздка. Посередине среднеспинки есть продольный слабо заметный желобок, на желобке имеются поперечные морщинки. Диск заднеспинки в густых поперечных волосистых морщинках, с двумя резко обозначенными, по направлению вперёд слегка расходящимися рёбрышками.
Брюшко широкое, к вершине сильно суженное. Тергиты брюшка выпуклые, в коротких густых шипиках; на заднем крае по боками от средней линии имеются желтоватые пятна в форме половины луны. Вершина брюшка притупленная, окаймлена треугольным валиком. У самок генитальные лопасти полушаровидные, смежно плотно сидящие.

## Образ жизни
Реликтовый дровосек населяет смешанные и широколиственные леса. Неизвестно, заселяет ли он хвойные леса, однако жуков иногда находили в чистых хвойных насаждениях. Лёт жуков происходит с первой декады июля вплоть до сентября. Имаго питаются древесным соком, который выступает из стволов липы, вяза и некоторых других деревьев. В лабораторных условиях жуки питались сахарным сиропом; одна самка смогла выпить до 0,5 миллилитра сиропа. Самки попадаются чаще, так как более склонны к перелётам. Жуки активны днём, ночью прилетают на источники света.
Личинки питаются древесиной и развиваются преимущественно в толстоствольных деревьях — вязе сродном, ясене маньчжурском, липе амурской и тополе Максимовича; реже заселяют дуб монгольский, дуб острейший, вяз приземистый, вяз японский, берёзу ребристую, граб редкоцветковый и клён маньчжурский.
Энтомопатогенный грибок вида Metarhizium anisopliae (из семейства Clavicipitaceae) смертельно опасен для множества насекомых, в том числе и для взрослого жука реликтового усача.

## Размножение

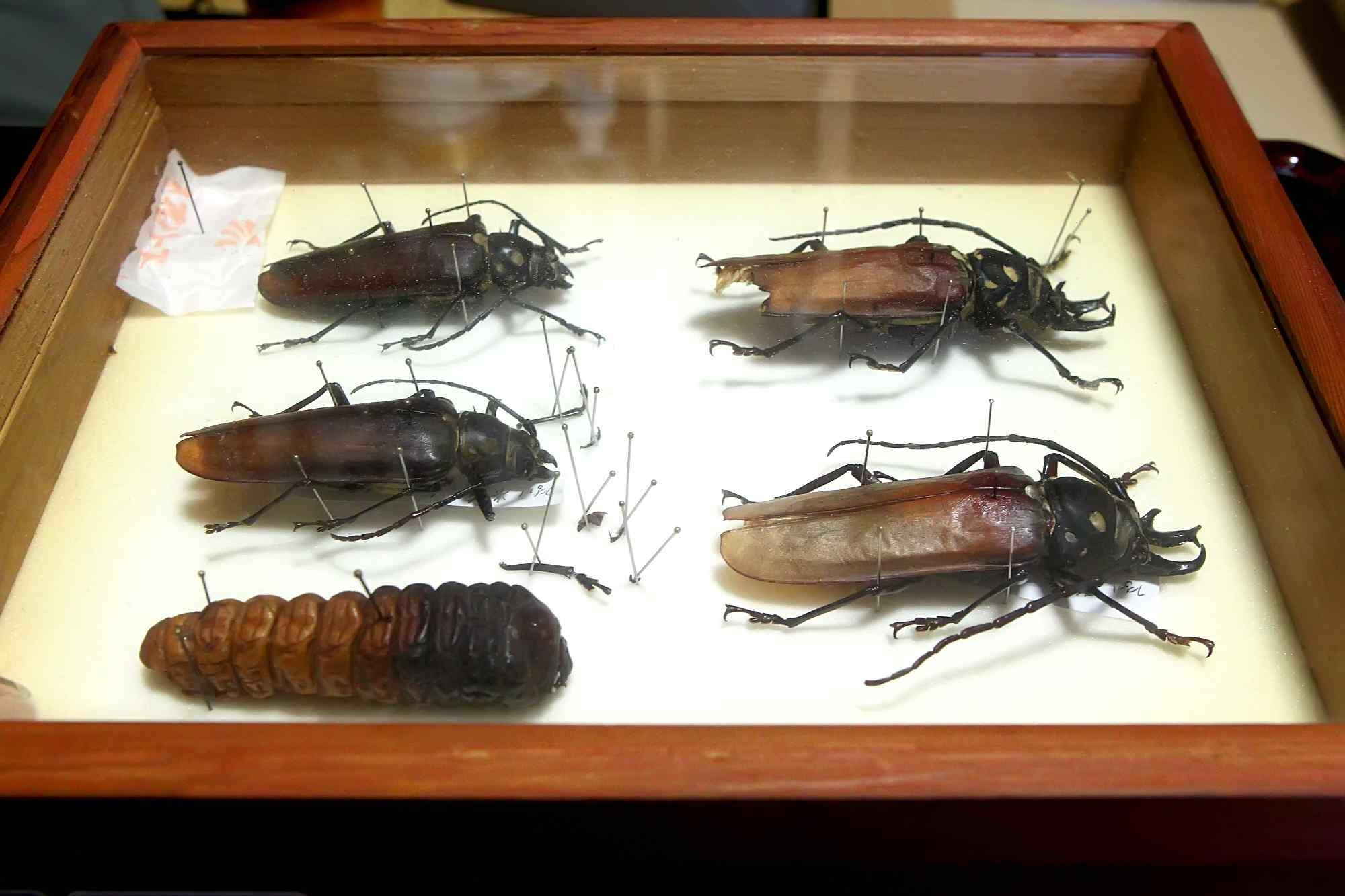
Энтомологическая коллекция. Самцы (справа), самки и личинка

Самки выделяют специальный секрет для привлечения самцов. Копуляция жуков происходит на кормовом дереве личинок ниже того места, где самка после копуляции будет откладывать яйца. Копуляция продолжается до получаса. После спаривания самец не покидает самку — он, положив свои передние конечности ей на надкрылья, вместе с самкой поднимается по дереву к месту, где она будет откладывать яйца. Самка откладывает яйца по одному или кучками на стволы кормового дерева; для кладки самка выбирает стволы диаметром от 30 до 100 см и располагает яйца чуть наклонно по отношению к поверхности коры. Одна самка способна отложить до 28 яиц. Жук живёт от полумесяца до месяца. После откладывания самкой яиц оба жука через сутки спускаются к земле и погибают.
Появившиеся на свет личинки вбуравливаются под кору. Под корой они прокладывают ходы до 40 см в длину (ширина хода до 2 см), затем углубляются в древесину, оставляя на поверхности вытянутое продольно стволу входное отверстие. В древесине на глубине от 5 до 30 см личинками прокладываются продольные, поперечные или извилистые (иногда перекрещивающиеся или сливающиеся) ходы, плотно забивающиеся буровой мукой. В древесине ширина хода составляет от 2,8 до 11 см, в поперечнике от 2 до 2,5 см.
В кормовом дереве можно обнаружить личинок разных возрастов, так как дерево может заселяться несколько раз в год; для развития личинок требуются полностью усыхающие деревья. Нередко, из-за занесённого грибка Pleurotus citrinopileatus, сук сильно прогнивает и ломается, падая на землю со всеми личинками, однако последние не погибают, а продолжают развиваться; из этих личинок появятся имаго по размерам меньше, чем те, личинки которых развивались в стоящем дереве.
Личинки зимуют от 4 до 6 раз; после последнего зимования в древесине на глубине до 20 см они делают просторные колыбельки поперечно стволу, эти личинки в длину могут достигать 100—150 мм. Между поверхностью и колыбельками остаётся слой древесины от 2 см и более. После постройки колыбелек личинки в них поворачиваются головой к поверхности ствола и спустя некоторое время окукливаются; окукливание происходит в период с июня по июль. По различным данным, куколки развиваются 20 или 28—35 дней и достигают длины 70—110 мм.
Самки из колыбелек появляются на несколько дней раньше самцов; в течение нескольких дней после появления они дополнительно питаются.